# Fuckin' Up
Fuckin' Up è un album dal vivo del cantautore canadese-statunitense Neil Young e della sua band Crazy Horse, pubblicato a nome Neil & the Horse il 26 aprile 2024 da Other Shoe Productions e Reprise Records.

## Tracce
Testi e musiche di Neil Young, eccetto dove indicato.
1. City Life – 6:38
2. Feels Like a Railroad (River of Pride) – 2:59
3. Heart of Steel – 5:54
4. Broken Circle – 9:05 (Neil Young, Frank Sampedro)
5. Valley of Hearts – 12:55
6. Farmer John – 3:50 (Don "Sugarcane" Harris, Dewey Terry)
7. Walkin' in My Place (Road of Tears) – 6:50
8. To Follow One's Own Dream – 4:52
9. A Chance on Love – 15:21

## Formazione
- Neil Young – voce, chitarra, armonica
- Ralph Molina – batteria, cori
- Billy Talbot – basso, cori
- Nils Lofgren – chitarra, piano, cori
- Micah Nelson – chitarra, piano, cori